# Франжье, Сулейман (младший)
Сулейман Тони Франжье (араб. سليمان طوني فرنجية‎; род. 18 октября 1965, Триполи) — ливанский политик, лидер христианской правоцентристской партии Марада. Депутат ливанского парламента, неоднократно занимал министерские посты. Один из лидеров просирийского политического блока. Сын Тони Франжье, внук Сулеймана Франжье, с начала 1990-х глава семейного клана. Является кандидатом на президентских выборах в Ливане в 2022 году.

## Происхождение
По рождению принадлежит к влиятельному маронитскому клану. Сулейман Франжье-старший, дед Сулеймана — основатель движения Марада, президент Ливана в 1970—1976 годах. Тони Франжье, отец Сулеймана, командовал вооружёнными формированиями «Марады». С детства Сулейман-младший предназначался к политической карьере и воспитывался в клановой традиции Франжье.
Начальное образование получил в Згарте, родовом центре Франжье. Продолжал учёбу в маронитских колледжах Джунии и Бейрута.

## Эденская резняи потеря родителей
С 1975 по 1990 год в Ливане шла гражданская война. «Марада» примыкала к правохристианскому лагерю, но занимала обособленную позицию. В 1978 году между консервативной «Марадой» и фалангистской Катаиб возник жёсткий конфликт, наложившийся на давнее соперничество семейств Франжье и Жмайель.
13 июня 1978 года боевики-фалангисты во главе с Самиром Джааджаа и Ильясом Хобейкой по приказу Башира Жмайеля совершили Эденскую резню — были убиты Тони Франжье, его жена Вера, дочь Джихан и около тридцати членов «Марады». Сулейман-младший избежал гибели только потому, что в это время находился в Бейруте.
Потерявшего родителей внука воспитывал Сулейман-старший — глава клана и основатель «Марады». В целях безопасности Сулейман-младший был отправлен в Сирию. Жил у Басиля Асада — старшего сына президента Хафеза Асада.
В 1982 году 17-летний Сулейман Франжье-младший вступил в вооружённые формирования «Марады». В 1987 году стал политическим функционером движения, которое возглавляли его дед Сулейман и дядя Роберт. В соответствии с клановой традицией, Сулейман-младший политически ориентировался на Сирию.

## Лидер «Марады»

### Министр просирийских правительств
В 1990 году гражданская война завершилась сирийской оккупацией Ливана. Франжье и «Марада» стали привилегированными партнёрами оккупационных властей. В 1991 году Сулейман Франжье-младший стал самым молодым депутатом ливанского парламента (являлся самым молодым депутатом). Избирался в 1992, 1996, 2000 и 2009 годах.
23 июля 1992 года скончался Сулейман Франжье-старший. 26-летний Сулейман-младший официально возглавил «Мараду», к тому времени преобразованную в политическую партию.
В период сирийской оккупации 1990—2005 Сулейман Франжье неоднократно занимал правительственные посты. Был министром жилищного строительства, министром сельского хозяйства, министром здравоохранения, министром внутренних дел. В качестве главы МВД курировал расследование убийства Рафика Харири — что вызывало неоднозначные оценки: ответственность возлагалась на спецслужбы Сирии, к которой Франжье был полностью лоялен.
Франжье был противником Кедровой революции 2005 года, выступал за сохранение сирийского присутствия в Ливане.

### Политик просирийской коалиции
В послереволюционном Ливане Сулейман Франжье является председателем «Марады», одним из лидеров просирийской Коалиции 8 марта и главой семейного клана.

«После Бога — Сулейман-бек», — воскликнула восторженная толпа сторонников, когда младший господин Франжье в синей рубашке прибыл, чтобы проголосовать.

Несмотря на антиисламизм и антикоммунизм, выступает в союзе с Хезболла и Ливанской компартией на просирийской платформе. В 2009 году создал также коалицию «Свободный и единый Ливан». Длительное время выступал как политический союзник генерала Мишеля Ауна.
В 2015 кандидатура Франжье при поддержке Дамаска выдвигалась в президенты Ливана, однако в результате неожиданного политического манёвра президентом был избран Мишель Аун — при поддержке Самира Джааджаа
Сулейман Франжье подчёркивает приверженность традициям «Марады» и заветам своего деда. Поддерживает тесные политические и личные связи с Башаром Асадом, неоднократно выражал поддержку правящему режиму САР в сирийской гражданской войне.
Враждебными оставались отношения Сулеймана Франжье с партиями Ливанские силы (лидер Самир Джааджаа) и Катаиб (лидер Сами Жмайель, племянник Башира Жмайеля). Вооружённые столкновения между активистами «Марады» и «Ливанских сил» отмечались в сентябре 2008 года, Сулейман Франжье возложил ответственность за кровопролитие на Самира Джааджаа. В то же время Франжье выступает против дополнительных расследований убийства своих родителей, считая это «политическими махинациями на их крови».
14 ноября 2018 года Сулейман Франжье встретился с Самиром Джааджаа. Посредником выступил маронитский патриарх Бешар Бутрос Раи. Было объявлено об историческом примирении между движением «Марада» и «Ливанскими силами».

## Личная жизнь
Сулейман Франжье женат во второй раз. От первого брака с Марианной Саркис имеет сыновей Тони и Басиля; от второго брака с Римой Каркафи — дочь Веру. (Старший сын и дочь названы именами родителей Сулеймана, погибших в Эденской резне, младший сын — именем Басиля Асада, погибшего в автокатастрофе).
Рима Каркафи-Франжье известна как телеведущая и общественный деятель.
Тони Франжье-младший рассматривается как потенциальный продолжатель политической традиции отца, деда и прадеда.